# Vilma Meisnerová-Hrdličková
Vilma Meisnerová-Hrdličková v matrice Vilhelmína (5. listopadu 1892 Praha-Bubny – 20. ledna 1949 Praha) byla česká spisovatelka a novinářka.

## Životopis
Některé zdroje uvádějí chybné datum narození 4. 11. 1893. Vilma se narodila v rodině Jana Hrdličky, koláře v Bubnech a Josefy Hrdličkové-Patetlové. Měla čtyři sourozence: Jaroslava Hrdličku (1901), Janu Hrdličkovou (1904), Karla Hrdličku (1906) a Miroslava Hrdličku (1910). V Praze vystudovala dvouletou obchodní školu.
Jako úřednice byla od roku 1909 zaměstnána ve Vídni, Terstu, Pule (Rakousko-Uhersko), v Drážďanech, Hamburku (Německo) a rok v Káhiře (Egypt). 31. 7. 1916 se v Radboři provdala za úředníka Františka Meisnera. Od roku 1922 pracovala jako redaktorka Práva lidu v Praze. Ve svém díle se převážně zabývala ženskou problematikou.

## Dílo

### Próza
- Žena: český román z doby světové války. Praha: Antonín Svěcený, 1924
- Češka na Slovensku: román. Praha: Právo lidu, 1925
- Poslední dobrodružství: román. Praha: Právo lidu, 1928
- Čítanka pro ženy. Mladá Boleslav: Karel Vačlena, 1929
- Letní mraky – ilustroval Bohumil Lonek. Praha: Melantrich, 1929
- Děvčata a vojáci: historie jednoho roku ve vojenské nemocnici – [… za redakce profesora Karla Krause s předmluvou Jaroslava Seiferta]. Praha: Ústřední dělnické knihkupectví a nakladatelství Antonín Svěcený, 1933
- Staré Bubny: vzpomínky na zaniklou pražskou čtvrt. Praha: Dělnické nakladatelství, 1946